# BSG Fortschritt Hohenstein-Ernstthal
Die BSG Fortschritt Hohenstein-Ernstthal war ein ostdeutscher Sportverein. Der Verein machte besonders im Badminton, Eishockey und Turnen von sich reden.

## Geschichte
Erste Erfolge für den Verein errang der Turner Henry Sonntag. Er erkämpfte bei den DDR-Meisterschaften 1953 im Mehrkampf, an den Ringen und am Boden Bronze. Am Reck reichte es sogar zu Silber.
Im Badminton war Fortschritt Hohenstein-Ernstthal einer der Vereine der ersten Stunde. Von den ersten Titelkämpfen der Saison 1959/60 nahmen Spieler der BSG an DDR-Meisterschaften teil. Mit Astrit Schreiber entstammt sogar eine Nationalspielerin dem Verein. Ihr größter Erfolg war der Gewinn des DDR-Meistertitels 1978 im Damendoppel mit Monika Cassens. Mit Joachim Schimpke erlernte ein weiterer späterer DDR-Nationalspieler das Spiel mit dem Federball in der Stadt am Sachsenring. Der Hohenstein-Ernstthaler Bernd Lawrenz amtierte in der DDR als Nachwuchs-Nationaltrainer und führte insbesondere Neffe Hardy zu Erfolgen.
Das Eishockeyteam des Vereins stieß Mitte der 1980er Jahre bis in die B-Gruppe der DDR-Bestenermittlung vor und wurde dort sowohl 1983 als auch 1986 jeweils Vierter, was in der Gesamtabrechnung aller Mannschaften einen 10. Platz innerhalb der DDR bedeutete.
Kleinere Erfolge errang Fortschritt Hohenstein-Ernstthal im Tischtennis. Die weibliche Jugend des Vereins galt Ende der 1960er als ein Spitzenteam der DDR. Die erste Männermannschaft spielte 1965/66 und 1979/80 in der 2. Bezirksliga Mitte.
In der Leichtathletik verzeichnete der Verein 1981 einen sachsenweiten Rekord im Nachwuchsbereich und verfügte über eine breit aufgestellte Läufergruppe.

## Erfolge

### Badminton
| Veranstaltung                    | Saison    | Disziplin    | Sieger                                                                                                  |
| -------------------------------- | --------- | ------------ | --- |
| DDR-Bestenermittlung AK 12/13    | 1959/1960 | Herreneinzel | Hans-Jörg Hecker (Fortschritt Hohenstein-Ernstthal)                                                     |
| DDR-Studentenmeisterschaft       | 1976/1977 | Herrendoppel | Volker Herbst / Gerd Herget (FS Finanzen Gotha / TH Karl Marx Stadt – Fortschritt Hohenstein-Ernstthal) |
| DDR-Studentenmeisterschaft       | 1976/1977 | Dameneinzel  | Astrit Schreiber (TH Karl-Marx-Stadt – Fortschritt Hohenstein-Ernstthal)                                |
| DDR-Einzelmeisterschaft          | 1977/1978 | Damendoppel  | Monika Cassens / Astrit Schreiber (Lok HfV Dresden / Fortschritt Hohenstein-Ernstthal)                  |
| DDR-Einzelmeisterschaft AK 12/13 | 1977/1978 | Herrendoppel | Hardy Lawrenz / Uwe Sommer (Fortschritt Hohenstein-Ernstthal / Dynamo Aschersleben)                     |
| DDR-Einzelmeisterschaft AK 12/13 | 1977/1978 | Mixed        | Hardy Lawrenz / Elke Hofmann (Fortschritt Hohenstein-Ernstthal / Wismut Karl Marx Stadt)                |
| DDR-Einzelmeisterschaft AK 14/15 | 1978/1979 | Herrendoppel | Thomas Mundt / Hardy Lawrenz (Einheit Greifswald / Fortschritt Hohenstein-Ernstthal)                    |
| DDR-Einzelmeisterschaft AK 14/15 | 1979/1980 | Herrendoppel | Thomas Mundt / Hardy Lawrenz (Einheit Greifswald / Fortschritt Hohenstein-Ernstthal)                    |

| Veranstaltung                    | Saison    | Disziplin    | 2. Platz                                                                                 |
| -------------------------------- | --------- | ------------ | ---------------------------------------------------------------------------------------- |
| DDR-Bestenermittlung AK 12/13    | 1960/1961 | Mixed        | Rainer Grunert / Vera Below (Fortschritt Hohenstein-Ernstthal / Einheit Dorfchemnitz)    |
| DDR-Einzelmeisterschaft AK 16/17 | 1963/1964 | Mixed        | Hans-Jörg Hecker / Vera Below (Fortschritt Hohenstein-Ernstthal / Einheit Dorfchemnitz)  |
| DDR-Einzelmeisterschaft AK 16/17 | 1963/1964 | Herrendoppel | Hans-Jörg Hecker / Mike Roscher (Fortschritt Hohenstein-Ernstthal)                       |
| DDR-Einzelmeisterschaft AK 10/11 | 1975/1976 | Mixed        | Hardy Lawrenz / Schmiedel (Fortschritt Hohenstein-Ernstthal / Motor Grubenlampe Zwickau) |
| DDR-Einzelmeisterschaft AK 10/11 | 1975/1976 | Herreneinzel | Hardy Lawrenz (Fortschritt Hohenstein-Ernstthal)                                         |
| DDR-Einzelmeisterschaft AK 10/11 | 1975/1976 | Herrendoppel | Christian Ramm / Hardy Lawrenz (Motor Marienberg / Fortschritt Hohenstein-Ernstthal)     |
| DDR-Einzelmeisterschaft          | 1977/1978 | Mixed        | Roland Riese / Astrit Schreiber (Fortschritt Tröbitz / Fortschritt Hohenstein-Ernstthal) |
| DDR-Einzelmeisterschaft AK 12/13 | 1977/1978 | Herreneinzel | Hardy Lawrenz (Fortschritt Hohenstein-Ernstthal)                                         |
| DDR-Einzelmeisterschaft          | 1977/1978 | Dameneinzel  | Astrit Schreiber (Fortschritt Hohenstein-Ernstthal)                                      |
| DDR-Einzelmeisterschaft AK 14/15 | 1978/1979 | Herreneinzel | Hardy Lawrenz (Fortschritt Hohenstein-Ernstthal)                                         |
| DDR-Einzelmeisterschaft AK 14/15 | 1979/1980 | Herreneinzel | Hardy Lawrenz (Fortschritt Hohenstein-Ernstthal)                                         |

| Veranstaltung                    | Saison    | Disziplin    | 3. Platz                                                                                                  |
| -------------------------------- | --------- | ------------ | --- |
| DDR-Bestenermittlung AK 12/13    | 1960/1961 | Herrendoppel | Rainer Grunert / Klaus-Dieter Ebelmann (Fortschritt Hohenstein-Ernstthal / Bezirk Karl-Marx-Stadt)        |
| DDR-Bestenermittlung AK 12/13    | 1960/1961 | Herreneinzel | Rainer Grunert (Fortschritt Hohenstein-Ernstthal)                                                         |
| DDR-Einzelmeisterschaft AK 16/17 | 1960/1961 | Herreneinzel | Joachim Schimpke (Fortschritt Hohenstein-Ernstthal)                                                       |
| DDR-Einzelmeisterschaft AK 16/17 | 1962/1963 | Herrendoppel | Bernd Lawrenz / Hans-Jörg Hecker (Fortschritt Hohenstein-Ernstthal)                                       |
| DDR-Einzelmeisterschaft AK 16/17 | 1963/1964 | Herreneinzel | Hans-Jörg Hecker (Fortschritt Hohenstein-Ernstthal)                                                       |
| DDR-Studentenmeisterschaft       | 1968/1969 | Herrendoppel | Klaus Illgen / Rolf Unbehaun (TH Karl-Marx-Stadt – Fortschritt Hohenstein-Ernstthal / TH Karl-Marx-Stadt) |
| DDR-Studentenmeisterschaft       | 1970/1971 | Mixed        | Klaus Illgen / Gisela Patzwaldt (TH Karl-Marx-Stadt – Fortschritt Hohenstein-Ernstthal / FSfÖ Plauen)     |
| DDR-Einzelmeisterschaft AK 12/13 | 1971/1972 | Damendoppel  | Mann / Schneider (Fortschritt Hohenstein-Ernstthal)                                                       |
| DDR-Einzelmeisterschaft          | 1974/1975 | Herrendoppel | Bernd Lawrenz / Klaus Illgen (Fortschritt Hohenstein-Ernstthal)                                           |
| DDR-Einzelmeisterschaft AK 12/13 | 1976/1977 | Herrendoppel | Fred Ihling / Hardy Lawrenz (Aufbau Nienburg / Fortschritt Hohenstein-Ernstthal)                          |
| DDR-Einzelmeisterschaft          | 1976/1977 | Damendoppel  | Astrit Schreiber / Edeltraut Schmidt (Fortschritt Hohenstein-Ernstthal / EBT Berlin)                      |
| DDR-Einzelmeisterschaft          | 1976/1977 | Dameneinzel  | Astrit Schreiber (Fortschritt Hohenstein-Ernstthal)                                                       |
| DDR-Studentenmeisterschaft       | 1976/1977 | Mixed        | Herget / Astrit Schreiber (TH Karl Marx Stadt – Fortschritt Hohenstein-Ernstthal)                         |
| DDR-Einzelmeisterschaft AK 16/17 | 1977/1978 | Herrendoppel | Martin Schiedt / Jürgen Markewicz (Fortschritt Hohenstein-Ernstthal / DHfK Leipzig)                       |
| DDR-Einzelmeisterschaft AK 16/17 | 1979/1980 | Herrendoppel | Hardy Lawrenz / Steffen Walther (Fortschritt Hohenstein-Ernstthal / Robur Zittau)                         |
| DDR-Einzelmeisterschaft AK 16/17 | 1979/1980 | Herreneinzel | Hardy Lawrenz (Fortschritt Hohenstein-Ernstthal)                                                          |

### Turnen
| Veranstaltung     | Saison | Disziplin | Platz | Name                                             |
| ----------------- | ------ | --------- | ----- | ------------------------------------------------ |
| DDR-Meisterschaft | 1953   | Mehrkampf | 3.    | Henry Sonntag (Fortschritt Hohenstein-Ernstthal) |
| DDR-Meisterschaft | 1953   | Boden     | 3.    | Henry Sonntag (Fortschritt Hohenstein-Ernstthal) |
| DDR-Meisterschaft | 1953   | Ringe     | 3.    | Henry Sonntag (Fortschritt Hohenstein-Ernstthal) |
| DDR-Meisterschaft | 1953   | Reck      | 2.    | Henry Sonntag (Fortschritt Hohenstein-Ernstthal) |